# Lobostemon collinus
Lobostemon collinus là loài thực vật có hoa trong họ Mồ hôi. Loài này được Schltr. ex C.H. Wright mô tả khoa học đầu tiên.